# 판새류
판새류(板鰓類)는 연골어류의 일종이다. 연골어강에 속하는 판새아강(板鰓亞綱, Elasmobranchii)으로 분류하거나, 독립된 판새강으로 분류한다. 방패비늘을 가지며 5~7개의 아가미 구멍이 있고, 아가미 뚜껑이 없다. 꼬리는 보통 부정형꼬리이다. 한국 근해에 60여종이 알려져 있다.

## 하위 분류
- 클라도셀라케하강 (Cladoselachimorpha)
  - 클라도셀라케목 (Cladoselachiformes)
- 제나칸투스하강 (Xenacanthimorpha)
  - 제나칸투스목 (Xenacanthiformes)
- Euselachii하강
  - 가오리상목 (Batoidea)
    - 홍어목 또는 가오리목 (Rajiformes)
    - 톱가오리목 (Pristiformes)
    - 전기가오리목 (Torpediniformes)
    - 매가오리목 (Myliobatiformes)

  - 상어상목 (Selachimorpha)
    - 신락상어목 (Hexanchiformes)
    - 돔발상어목 (Squaliformes)
    - 톱상어목 (Pristiophoriformes)
    - 전자리상어목 (Squatiniformes)
    - 괭이상어목 (Heterodontiformes)
    - 수염상어목 (Orectolobiformes)
    - 흉상어목 (Carcharhiniformes)
    - 악상어목 (Lamniformes)